# Biegunowa

Prosta q jest biegunową punktu Q względem pokazanego okręgu. Prostą q można skonstruować w trzech krokach: (1) połączyć punkty O i Q prostą; (2) znaleźć na niej inwersję punktu Q względem tego okręgu – punkt P; (3) przeprowadzić przez P prostą prostopadłą do prostej OQP

Biegunowa punktu względem okręgu – pojęcie geometrii, konkretniej planimetrii. Biegunowa to prosta związana z ustalonym punktem i okręgiem leżącymi w jednej płaszczyźnie. Biegunowa jest definiowana przez jednoczesne spełnianie dwów warunków:
- przechodzi przez inwersję wyjściowego punktu względem tego okręgu;
- jest prostopadła do odcinka OP, gdzie O to środek tego okręgu, a P – wynik powyższej inwersji.

Biegunowa punktu względem okręgu ma uogólnienie – rozważa się też biegunowe punktu względem innych krzywych.

## Wzajemność biegunowych

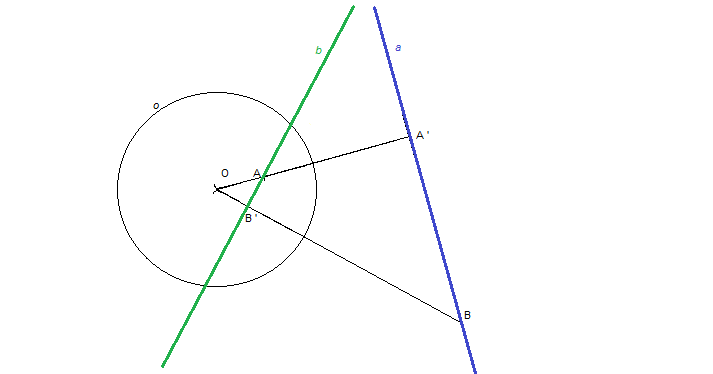
Wzajemność biegunowych

### Twierdzenie
Jeśli punkt A leży na biegunowej B względem o, to B leży na biegunowej A względem o.

### Dowód
Spełnione są zależności:
{\displaystyle {\frac {OA}{r}}={\frac {r}{OA'}}}
{\displaystyle {\frac {OB}{r}}={\frac {r}{OB'}}}
Dzieląc stronami uzyskujemy:
{\displaystyle {\frac {OA}{OB}}={\frac {OB'}{OA'}}}
a zatem (ze względu na wspólność kąta AOB) trójkąty OAB' i OBA' są podobne (bok, kąt, bok), więc kąt OB'A jest prosty i odcinek B'A zawiera się w biegunowej B.